# Мирко Буловић
Мирко Буловић (Бителић, Сињ, 21. септембар 1930 — Београд, 12. фебруар 2009) био је српски глумац.

## Биографија
Био је прво дете у породици Илије (1895—1993) и Божице (1904—1987) Буловић. Имао је и млађег брата Марка (1935—1958).
За време Другог светског рата био је партизански курир. Његова породица се по ослобођењу преселила у Осијек, а затим и трајно у Станишић. Мирко је растао и школовао се у Станишићу, где је и почео да глуми у Културно-уметничком друштву "Владимир Назор". Посветио се позоришном позиву, био је члан ансамбла у Сомбору, Осијеку, Винковцима, Сремској Митровици. На позив Љубомира Муција Драшкића и Бојана Ступице, који су га запазили у једној од представа, 1953. године прелази у Београд у Југословенско драмско позориште.
Пред камерама је дебитовао 1969. године у ТВ серији Рођаци Здравка Шотре. Прославио се тумачећи лик директора Биберовића у популарној ТВ серији „Бољи живот“, играјући у оба циклуса ове серије (1987—1991).
1951. оженио се Загорком, с њом је имао сина и ћерку и двоје унучади.
Умро је 12. фебруара 2009. године у Београду. Сахрањен је у Станишићу, у породичној гробници, где почивају његови родитељи и брат.

## Улоге
|                   | 1970▼ | 1980▼ | 1990▼ | Укупно |
| ----------------- | ----- | ----- | ----- | ------ |
| Дугометражни филм | 5     | 3     | 1     | 9      |
| ТВ филм           | 13    | 4     | 2     | 19     |
| ТВ серија         | 9     | 9     | 5     | 23     |
| ТВ мини серија    | 3     | 2     | 0     | 5      |
| ТВ кратки филм    | 1     | 0     | 0     | 1      |
| Кратки филм       | 1     | 0     | 0     | 1      |
| Укупно            | 32    | 18    | 8     | 58     |

| Год.       | Назив                               | Улога                          |
| ---------- | ----------------------------------- | ------------------------------ |
| 1970.-те▲  |                                     |                                |
| 1970.      | Рођаци                              | милиционер                     |
| 1970.      | Леваци                              | Милинковићев шеф               |
| 1971.      | Овчар                               | Полицајац                      |
| 1971.      | Капетан из Кепеника                 |                                |
| 1971.      | Чеп који не пропушта воду           | Петроније                      |
| 1971.      | Дан дужи од године                  |                                |
| 1972.      | Први сплитски одред                 | Илија                          |
| 1972.      | Заслуге                             |                                |
| 1973.      | Филип на коњу                       | Стевица                        |
| 1973.      | Павиљон број шест                   | Писар                          |
| 1974.      | Мистер Долар                        | Господин без скрупула          |
| 1974.      | Петао није запевао                  |                                |
| 1974.      | Отписани                            | морнар                         |
| 1974.      | Димитрије Туцовић (ТВ серија)       |                                |
| 1975.      | Доле са оружјем                     |                                |
| 1974—1975. | Отписани                            | морнар                         |
| 1975.      | Ђавоље мердевине                    | Морнар                         |
| 1975.      | Песма (ТВ серија)                   |                                |
| 1976.      | Грешно дете                         |                                |
| 1976.      | На путу издаје                      | Капетан краљеве војске         |
| 1976.      | Јовча                               | рођак                          |
| 1976.      | Метак у леђа                        | Капетан Драгоман Рацић         |
| 1976.      | Посета старе даме                   | кондуктер                      |
| 1976.      | Грлом у јагоде                      |                                |
| 1977.      | Црни дани                           |                                |
| 1977.      | Више од игре                        | кочијаш                        |
| 1978.      | Госпођа министарка                  | жандарм 1                      |
| 1978.      | Сва чуда света                      |                                |
| 1978.      | Повратак отписаних (ТВ серија)      | Пера                           |
| 1979.      | Слом                                | гардијски мајор                |
| 1979.      | Ланци                               | поручник                       |
| 1979.      | Мост                                |                                |
| 1980.-те▲  |                                     |                                |
| 1980.      | Врућ ветар                          |                                |
| 1981.      | Последњи чин                        | Драгиша Васиљевић              |
| 1981.      | Берлин капут                        |                                |
| 1981.      | Светозар Марковић                   |                                |
| 1982.      | Шпанац                              | жандарм Богдан Лончар          |
| 1983.      | Сумрак                              |                                |
| 1983.      | Дани Авној—а                        |                                |
| 1983.      | Нешто између                        | Продавац                       |
| 1984.      | Бањица (ТВ серија)                  | Бошко Бећаревић                |
| 1984.      | Нешто између (ТВ серија)            | Продавац                       |
| 1985.      | Судбина уметника - Ђура Јакшић (ТВ) | Адвокат 2                      |
| 1985.      | Узми па ће ти се дати               | Железничар                     |
| 1986.      | Одлазак ратника, повратак маршала   | мајор НОВЈ                     |
| 1986.      | Мисија мајора Атертона              | пуковник Бајо Станишић         |
| 1988.      | Вук Караџић                         |                                |
| 1987—1988. | Бољи живот                          | Биберовић                      |
| 1988.      | Четрдесет осма — Завера и издаја    | Арсо Јовановић                 |
| 1989.      | Бољи живот                          | Биберовић                      |
| 1990.-те▲  |                                     |                                |
| 1990.      | Колубарска битка                    | Петар Бојовић                  |
| 1991.      | Смрт госпође министарке             | управник позоришта             |
| 1990—1991. | Бољи живот 2                        | Биберовић                      |
| 1994.      | Вуковар, једна прича                | продавац                       |
| 1995.      | Крај династије Обреновић            | Никола Хаџи Тома               |
| 1996.      | Горе доле                           | болничар Радоје                |
| 1998.      | Породично благо                     | Говедаревићев пословни партнер |